# Бранкова награда
Бранкова награда додељује се за најбољу прву песничку књигу на српском језику аутора до 29 година. Награду додељује Друштво књижевника Војводине. Једна је од најстаријих српских књижевних награда.
Награда се додељује у част песникa Бранкa Радичевићa, који је умро када је имао 29 година и три месеца. Награда је установљена заслугом Борислава Михајловића Михиза и Карловчана.

## О награди
Награду је 1954. установио Народни одбор Општине Сремски Карловци, у знак сећања на песника Бранка Радичевића. До 1957. додељивала ју је Општина Сремски Карловци, а затим Војвођанска секција писаца (касније: Друштво књижевника Војводине), у оквиру песничке манифестације „Бранково коло”. Првобитно је била намењена младим песницима из целе земље, али је убрзо профилисана као награда за најбољу прву песничку збирку аутора до 29 година старости, написану на српском језику и објављену у периоду између две доделе.
Награда се састоји од уникатне Дипломе, Плакете и новчаног износа. Свечано уручење је раније приређивано у згради Карловачке гимназије или на гробу Бранка Радичевића. Последњих година уручење се приређује у оквиру Међународног новосадског књижевног фестивала, на Тргу младенаца.

## Добитници
| Година     | Лауреат                  | Књига                                        | Издавач                                                                           | COBISS          | Реф.   |
| ---------- | ------------------------ | -------------------------------------------- | --------------------------------------------------------------------------------- | --------------- | ------ |
| 1954.      | Васко Попа               | „Кора“                                       | Ново поколење, Београд                                                            | 26698759        | [ 1 ]  |
| 1955.      | Гордана Тодоровић        | „Гимназиски тренутак“                        | Ново поколење, Београд                                                            | 29175559        | [ 1 ]  |
| 1956.      | Павле Угринов            | „Бачка запевка“                              | Матица српска, Нови Сад                                                           | 10891015        | [ 1 ]  |
| 1956.      | Александар Тишма         | „Насељени свет“                              | Матица српска, Нови Сад                                                           | 10927367        | [ 1 ]  |
| 1957.      | Борислав Радовић         | „Поетичности“                                | Просвета, Београд                                                                 | 15213063        | [ 1 ]  |
| 1958/1959. | није додељивана          | није додељивана                              | није додељивана                                                                   | није додељивана | [ 1 ]  |
| 1960.      | Душко Трифуновић         | „Златни куршум“                              | Свјетлост, Сарајево                                                               | 70674953        | [ 1 ]  |
| 1961/1965. | није додељивана          | није додељивана                              | није додељивана                                                                   | није додељивана | [ 1 ]  |
| 1966.      | Тања Крагујевић          | „Вратио се Волођа“                           | Матица српска, Нови Сад                                                           | 10068999        | [ 1 ]  |
| 1966.      | Раде Томић               | „За сутра увече“                             | Матица српска, Нови Сад                                                           | 11419399        | [ 1 ]  |
| 1967.      | Тито Билопавловић        | „Пијеску већ оплаканом“                      | Матица српска, Нови Сад                                                           | 9339655         | [ 1 ]  |
| 1968.      | Рајко Петров Ного        | „Зимомора“                                   | Свјетлост, Сарајево                                                               | 83644423        | [ 1 ]  |
| 1969.      | Раша Ливада              | „Попрскан знојем казаљки“                    | Просвета, Београд                                                                 | 161725447       | [ 1 ]  |
| 1970.      | Нада Шербан              | „Оно пре или оно после“                      | Матица српска, Нови Сад                                                           | 11485703        | [ 1 ]  |
| 1970.      | Марко Вешовић            | „Недјеља“                                    | Свјетлост, Сарајево                                                               | 109893639       | [ 1 ]  |
| 1971.      | Љубивоје Ршумовић        | „Ма шта ми рече“                             | Змајеве дечје игре, Културни центар, Нови Сад                                     | 106316807       | [ 1 ]  |
| 1972.      | Мирослав Максимовић      | „Спавач под упијачем“                        | Дом омладине Београда, Београд                                                    | 109760263       | [ 1 ]  |
| 1973.      | Станоје Макрагић         | „Певачи доњих светова“                       | Нолит, Београд                                                                    | 15321095        | [ 1 ]  |
| 1974.      | Зоран Бундало            | „Лив“                                        | Нолит, Београд                                                                    | 114039815       | [ 1 ]  |
| 1975.      | Звонимир Хусић           | „Лицем према земљи“                          | Младост, Загреб                                                                   | 114301959       | [ 1 ]  |
| 1976.      | Братислав Р. Милановић   | „Јелен у прозору“                            | Дом омладине Београда, Београд                                                    | 118467335       | [ 1 ]  |
| 1977.      | Милорад Грујић           | „Песме, опет“                                | Књижевна омладина Србије, Београд                                                 | 121054983       | [ 1 ]  |
| 1978.      | Миле Стојић              | „Лијер, језик прашине“                       | Свјетлост, Сарајево                                                               | 124521223       | [ 1 ]  |
| 1979.      | Владимир Копицл          | „Аер“                                        | Матица српска, Нови Сад                                                           | 10152455        | [ 1 ]  |
| 1979.      | Бранко Малеш             | „Текст“                                      | Аугуст Цесарец, Загреб                                                            | 13265671        | [ 1 ]  |
| 1980.      | Рефик Личина             | „Познавање природе“                          | Гораново прољеће, Загреб                                                          | 15836423        | [ 1 ]  |
| 1981.      | Немања Митровић          | „Сан рата“                                   | Књижевна омладина Србије, Београд                                                 | 15928071        | [ 1 ]  |
| 1982.      | Васа Павковић            | „Каледиоскоп“                                | Књижевна омладина Србије, Београд                                                 | 41042951        | [ 1 ]  |
| 1983.      | Нина Живанчевић          | „Песме“                                      | Нолит, Београд                                                                    | 21631239        | [ 1 ]  |
| 1984.      | Дражен Катунарић         | „Мраморни Бакхо“                             | Младост, Загреб                                                                   | 12735751        | [ 1 ]  |
| 1985.      | Ђорђе Нешић              | „Црв сумње у јабуци раздора“                 | Рад, Београд                                                                      | 24995335        | [ 1 ]  |
| 1986.      | Срђан Драгојевић         | „Књига акционе поезије“                      | Рад, Београд                                                                      | 28839943        | [ 1 ]  |
| 1987.      | Александар Лукић         | „У вагону Розанова“                          | Књижевна омладина Србије, Београд                                                 | 42912263        | [ 1 ]  |
| 1987.      | Ото Хорват               | „Где нестаје шума“                           | Књижевна заједница Новог Сада, Нови Сад                                           | 43352071        | [ 1 ]  |
| 1988.      | Радмило Ђуровић          | „Нека друга љубав“                           | Књижевне новине, Београд                                                          | 808194          | [ 1 ]  |
| 1989.      | Селим Арнаут             | „Кров“                                       | Свјетлост, Сарајево                                                               | 1983234         | [ 1 ]  |
| 1990.      | Драган Јовановић Данилов | „Еухаристија“                                | Књижевна заједница Новог Сада, Нови Сад                                           | 2052871         | [ 1 ]  |
| 1991.      | Зоран Ћирић              | „Рио Браво“                                  | Матица српска, Нови Сад                                                           | 3028487         | [ 1 ]  |
| 1991.      | Ненад Шапоња             | „Ђоконда“                                    | Матица српска, Нови Сад                                                           | 3027719         | [ 1 ]  |
| 1992.      | Јелена Маринков          | „Ноћ у зебри“                                | Књижевна општина Вршац, Вршац                                                     | 8642567         | [ 1 ]  |
| 1993.      | Ненад Јовановић          | „Фрезно“                                     | Књижевна омладина Србије, Београд                                                 | 62307591        | [ 1 ]  |
| 1994.      | Ана Ристовић             | „Сновидна вода“                              | Књижевна омладина Србије, Београд                                                 | 79996167        | [ 1 ]  |
| 1995.      | Милета Аћимовић Ивков    | „Дно“                                        | Просвета, Београд                                                                 | 181663751       | [ 1 ]  |
| 1996.      | Дејан Алексић            | „Потпуни говор“                              | Међурепубличка заједница за културно-просвјетну дјелатност, Пљевља                | 93371655        | [ 1 ]  |
| 1996.      | Драгица Ђурић            | „Знам да сам вода“                           | Књижевна заједница, Нови Сад                                                      | 89249031        | [ 1 ]  |
| 1997.      | Наташа Жижовић           | „Кожа“                                       | Матица српска, Нови Сад                                                           | 108193543       | [ 1 ]  |
| 1998.      | Петар Милорадовић        | „Средоземља“                                 | Књижевна омладина Србије, Београд                                                 | 128657927       | [ 1 ]  |
| 1998.      | Миша Пасујевић           | „ИНК“                                        | Матица српска, Нови Сад                                                           | 125196551       | [ 1 ]  |
| 1999.      | Драган Бошковић          | „Вртоглавица, лаж и Вавилон од картона“      | Књижевна омладина Србије, Београд                                                 | 168365575       | [ 1 ]  |
| 2000.      | Сандра Нешовић           | „Печат за једно време“                       | Центар за стваралаштво младих, Београд                                            | 160368903       | [ 1 ]  |
| 2001.      | Јелена Радовановић       | „Повремени прекиди са зујањем“               | Градска библиотека „Владислав Петковић Дис“, Чачак                                | 157397767       | [ 1 ]  |
| 2002.      | Јован Поповић            | „Године вечности“                            | Градска библиотека „Владислав Петковић Дис“, Чачак                                | 174578183       | [ 1 ]  |
| 2003.      | Бранимир Бојић           | „Постапокалиптички оргазам“                  | „Светови“, Нови Сад                                                               | 183650567       | [ 3 ]  |
| 2004.      | Ивана Велимирац          | „Древни дечак“                               | Књижевна општина Вршац, Вршац                                                     | 106461196       | [ 3 ]  |
| 2005.      | Радомир Д. Митрић        | „Носталгија за пуноћом“                      | Арт принт, Бања Лука                                                              | 101912          | [ 3 ]  |
| 2006.      | Никола Ђуран             | „Пуста Итака“                                | Јефимија, Крагујевац                                                              | 129536012       | [ 3 ]  |
| 2007.      | Драган Радованчевић      | „Клатно се боји летења“                      | Градска библиотека „Владислав Петковић Дис", Чачак                                | 135282444       | [ 3 ]  |
| 2008.      | Дане Комљен              | „Убица зечева“                               | Арт принт, Бања Лука                                                              | 777752          | [ 3 ]  |
| 2009.      | Маја Солар               | „Макулалалалатура“                           | Студентски културни центар, Крагујевац                                            | 152045068       | [ 4 ]  |
| 2010.      | Бранислав Живановић      | „Погледало“                                  | Логос, Бачка Паланка; Бистрица, Нови Сад                                          | 252092679       | [ 5 ]  |
| 2011.      | Жељко Јанковић           | „Карл Гинтер у двострукој експозицији“       | Шумадијске метафоре, Младеновац                                                   | 178094860       | [ 6 ]  |
| 2012.      | Горан Живковић           | „Спалипачитај: 51 упутство за гашење пожара“ | Нишки културни центар, Ниш                                                        | 190819596       | [ 7 ]  |
| 2013.      | Ања Марковић             | „Напољу су људи“                             | Студентски културни центар, Крагујевац                                            | 193540364       | [ 8 ]  |
| 2014.      | Данило Лучић             | „Белешке о меком ткиву“                      | Студентски културни центар, Крагујевац                                            | 201741580       | [ 9 ]  |
| 2015.      | Јелена Блануша           | „Псеудотон“                                  | Банатски културни центар, Ново Милошево                                           | 290190599       | [ 10 ] |
| 2016.      | Срђан Гагић              | „Деца у излогу”                              | ЈУ Ратковићеве вечери поезије, Бијело Поље                                        | 27756304        | [ 11 ] |
| 2017.      | Стеван Таталовић         | „Уступање места”                             | Трећи трг и Чигоја штампа, Београд                                                | 228024588       | [ 12 ] |
| 2018.      | Барбара Делаћ            | „Tomorrowland”                               | Народно позориште Тимочке крајине – Центар за културу ʺЗоран Радмиловићʺ, Зајечар | 522108838       |        |
| 2019.      | Кристина Милосављевић    | „Пиши кад стигнеш”                           | ППМ Енклава, Београд                                                              | 275994636       | [ 13 ] |
| 2020.      | Ђорђе Ивковић            | „Вишње Трешње“                               | Трећи трг, Београд                                                                | 276416780       | [ 14 ] |
| 2021.      | Јелена Маринковић        | Карантин у паклу                             | Књижевна радионица Рашић, Кикинда                                                 | 35632137        | [ 15 ] |
| 2022.      | Лазар Прендовић          | Смех из таме                                 | Енклава, Београд                                                                  | 49238537        | [ 16 ] |
| 2023.      | Алекса Крстић            | Дечаци источног блока                        | Градска библиотека Чачак                                                          | 75218953        | [ 17 ] |
| 2024.      | Урош Ђоровић             | Уриел                                        | Удружење књижевника и књижевних преводилаца, Панчево                              | 120436233       | [ 18 ] |